# Race Driver: Create & Race
El Race Driver: Create & Race és un videojoc de curses que està previst que es llançarà l'estiu del 2007 en el qual es llançarà de manera exclusiva per Nintendo DS.
Un dels elements més importants del videojoc és que a part de poder conduir amb més de 20 cotxes molt veloços, i de poder-los lluir en 32 circuits diferents (alguns d'ovals), dona la possibilitat que els propis jugadors puguin crear-se els seus propis circuits a través del joc (no pas com es fa a través de programes externs en els mods). Es podrà realitzar qualsevol tipus de pistes tant ovals com circuits normals amb els seus giravolts, ponts, "xicanes", el paisatge, etc. A més, el videojoc proporciona l'opció de dibuixar el circuit mitjançant una eina de traç lliure, en el qual només s'haurà de dibuixar el traçat de la pista i el videojoc ja s'encarregarà de manera automàtica de posar-hi els paisatges, i els elements que hi poden haver.
Un cop el jugador ha creat un circuit, es pot provar contra altres contrincants per la intel·ligència artificial del joc o contra 3 altres amics que es connectin a través del Nintendo Wi-Fi Connection i jugar amb la pista que s'hagi creat qualsevol jugador.